# Psammomys
Psammomys é um género de roedor da família Muridae.
Este género contém as seguintes espécies:
- Psammomys obesus Cretzschmar, 1828
- Psammomys vexillaris Thomas, 1925